# Абакаров, Басир Абакарович
Басир Абакарович Абакаров (21 апреля 1992, Ираки, Дахадаевский район, Дагестан, Россия) — российский боксёр-профессионал и кикбоксер, дагестанского происхождения, выступающий в первой тяжёлой и тяжёлой весовых категориях.Заслуженный мастер спорта России по кикбоксингу (2016), чемпион мира, Европы и России по кикбоксингу.
Лучшая позиция по рейтингу BoxRec — 52-я (октябрь 2023) и является 7-м среди российских боксёров тяжёлой весовой категории, — входя в ТОП-65 лучших тяжеловесов всего мира.

## Спортивная карьера в кикбоксинге
Кикбоксингом занимался в избербашском спортивном клубе «Тигр» им. Гаирбека Гаирбекова под руководством заслуженного тренера России Магомеда Магомедова.
В октябре 2013 года в Сан-Паулу (Бразилия) стал чемпионом мира по кикбоксингу в разделе «лоу-кик».
В феврале 2014 года в Домбае стал чемпионом России по кикбоксингу в разделе лоу-кик. В мае 2014 года стал обладателем Кубка мира по кикбоксингу в венгерском городе Сегед. В ноябре 2014 года выиграл чемпионат Европы по кикбоксингу в испанском Бильбао.
В мае 2015 года в Перми выиграл чемпионат России по кикбоксингу в разделе «К-1». В ноябре 2015 года в Белграде выиграл чемпионат мира по кикбоксингу в разделе лоу-кик.
В апреле 2016 года в немецком Гамбурге стал чемпионом Европы по кикбоксингу среди профессионалов.

## Профессиональная карьера в боксе

### 2017 — 2020 годы
1 апреля 2017 года в городе Любек (Германия) дебютировал в профессиональном боксе, досрочно нокаутом в 1-м же раунде победив немца Денниса Йохема (0-1). Так же в 2017 году провел еще два успешных боя: победив нокаутом кубинца дебютанта Олиески Герреро и Александр Тихонова (0-2-0). В 2018 году провел два боя: по очкам победив белоруса Алеха Заблотского (0-6), и досрочно Ираклия Гвенетадзе (8-9)

### 2020 — н.в

##### Бой с Пуричамиашвили
10 августа 2020 на арене Вегас Сити Холл (Москва, Россия) в вечере бокса «Короли Нокаутов-4» в рамках которого в 6-раундовом бою победил Торнике Пуричамиашвили (9-14). Бой в супертяжелом весе был рассчитан на шесть раундов, но закончился уже в первом. Сразу после его окончания Пуритчамиашвили, сославшись на травму, отказался от продолжения борьбы.

##### Бой с Александром Нестеренко
16 ноября 2020 года в Москве на турнире по профессиональному боксу «Короли нокаутов. Осенний призыв» он досрочно техническим нокаутом во 2-м раунде победил украинца Александра Нестеренко (9-12).

##### Бой с Хетагом Моураовом
4 августа 2022 года в городе Дербенте (Дагестан) победил техническим нокаутом в первом раунде 28-летнего осетинского бойца Хетага Моураова (5-1, 4 КО)

##### Бой с Рахимовым
23 декабря 2022 года в Челябинске, Дворец спорта «Юность» на турнире Pravda FС: Кельбиханов vs. Юсефи выступая в андеркарде победил узбекского боксера Шохруза Рахимова (1-2). После первого раунда Рахимов отказался от боя. RTD1

### Бой с Кудуховым
13 марта 2023 года в Москве на арене УСК «Крылья Советов» по итогам шести раундов решением большинства судей (счёт: 58-54, 57-56, 56-56) победил небитого соотечественника Виталия Кудухова (6-0). Бой бы со-главным событием шоу, организованного промоутером Владимиром Хрюновым. Бой носил конкурентный характер, но проходил с многочисленными обоюдными нарушениями. Оба боксера много вязались в клинчах и шли головой вперед, за что рефери с каждого из них снял по одному баллу походу поединка.

### Бой с Тернером
6 июля 2023 года в Каспийске на вечере профессионального бокса в главном событии в третьем раунде нокаутировал левым боковым джорнимэна Шона Тернера (12-3, 8 КО) из Ирландии.

## Статистика профессиональных боёв
В таблице перечислены результаты всех поединков боксёров.
В каждой строке указан результат поединка. Дополнительно номер поединка обозначен цветом, который обозначает итог поединка. Расшифровка обозначений и цветов представлена в нижеследующей таблице.
| Пример | Расшифровка                     |
| ------ | ------------------------------- |
|        | Победа                          |
|        | Ничья                           |
|        | Поражение                       |
|        | Планируемый поединок            |
|        | Поединок признан несостоявшимся |
| КО     | Нокаут                          |
| ТКО    | Технический нокаут              |
| PTS    | Решение судей (по очкам)        |
| UD     | Единогласное решение судей      |
| MD     | Решение большинства судей       |
| SD     | Раздельное решение судей        |
| RTD    | Отказ от продолжения боя        |
| DQ     | Дисквалификация                 |
| NC     | Поединок признан несостоявшимся |

| 11 поединков, 11 побед (9 нокаутом). | 11 поединков, 11 побед (9 нокаутом). | 11 поединков, 11 побед (9 нокаутом). | 11 поединков, 11 побед (9 нокаутом). | 11 поединков, 11 побед (9 нокаутом).                     | 11 поединков, 11 побед (9 нокаутом). | 11 поединков, 11 побед (9 нокаутом).                  |
| Бой                                  | Рекорд                               | Дата боя                             | Соперник                             | Место проведения боя                                     | Раундов, время                       | Дополнительно                                         |
| ------------------------------------ | ------------------------------------ | ------------------------------------ | ------------------------------------ | -------------------------------------------------------- | ------------------------------------ | ----------------------------------------------------- |
| 11                                   | 11-0                                 | 6 июля 2023                          | Шон Тернер (12-3)                    | ДС им. Али Алиева, Каспийск, Дагестан, Россия            | TKO 3 (6), 0:57                      |                                                       |
| 10                                   | 10-0                                 | 13 марта 2023                        | Виталий Кудухов (6-0)                | УСК «Крылья Советов», Москва, Россия                     | MD 6 (6)                             | Счёт: 58-54, 57-56, 56-56.                            |
| 9                                    | 9-0                                  | 23 декабря 2022                      | Шохруз Рахимов (2-1-1)               | ДС «Юность», Челябинск, Челябинская область, Россия      | RTD 1 (6), 3:00                      | Счёт: 10-8 (трижды). Рахимов в нокдауне в 1-м раунде. |
| 8                                    | 8-0                                  | 4 августа 2022                       | Хетаг Моураов (5-1)                  | Дербент, Дагестан, Россия                                | TKO 1 (4), 0:43                      |                                                       |
| 7                                    | 7-0                                  | 16 ноября 2020                       | Александр Нестеренко (9-12)          | Вегас Сити Холл, Красногорск, Московская область, Россия | TKO 2 (8), 1:27                      | Нестеренко в нокдауне в 1-м раунде.                   |
| …                                    |                                      |                                      |                                      |                                                          |                                      |                                                       |
| 1                                    | 1-0                                  | 1 апреля 2017                        | Деннис Йохем (0-1)                   | Hansehalle, Любек, Шлезвиг-Гольштейн, Германия           | KO 1 (4), 2:57                       | Дебют в профессиональном боксе.                       |
| Бой                                  | Рекорд                               | Дата боя                             | Соперник                             | Место проведения боя                                     | Раундов, время                       | Дополнительно                                         |